# Porco
Porco é a denominação dada às diferentes espécies de mamíferos bunodontes, artiodáctilos, não ruminantes da subordem dos suiformes, a que pertence o porco-doméstico e outras espécies e gêneros.
O porco foi introduzido no Brasil na década de 1550 por Martim Afonso de Souza. Domesticados, os porcos são usados como animais de companhia, ou criados para fim de abate. As porcas dão à luz cerca de seis a doze crias.

## Características

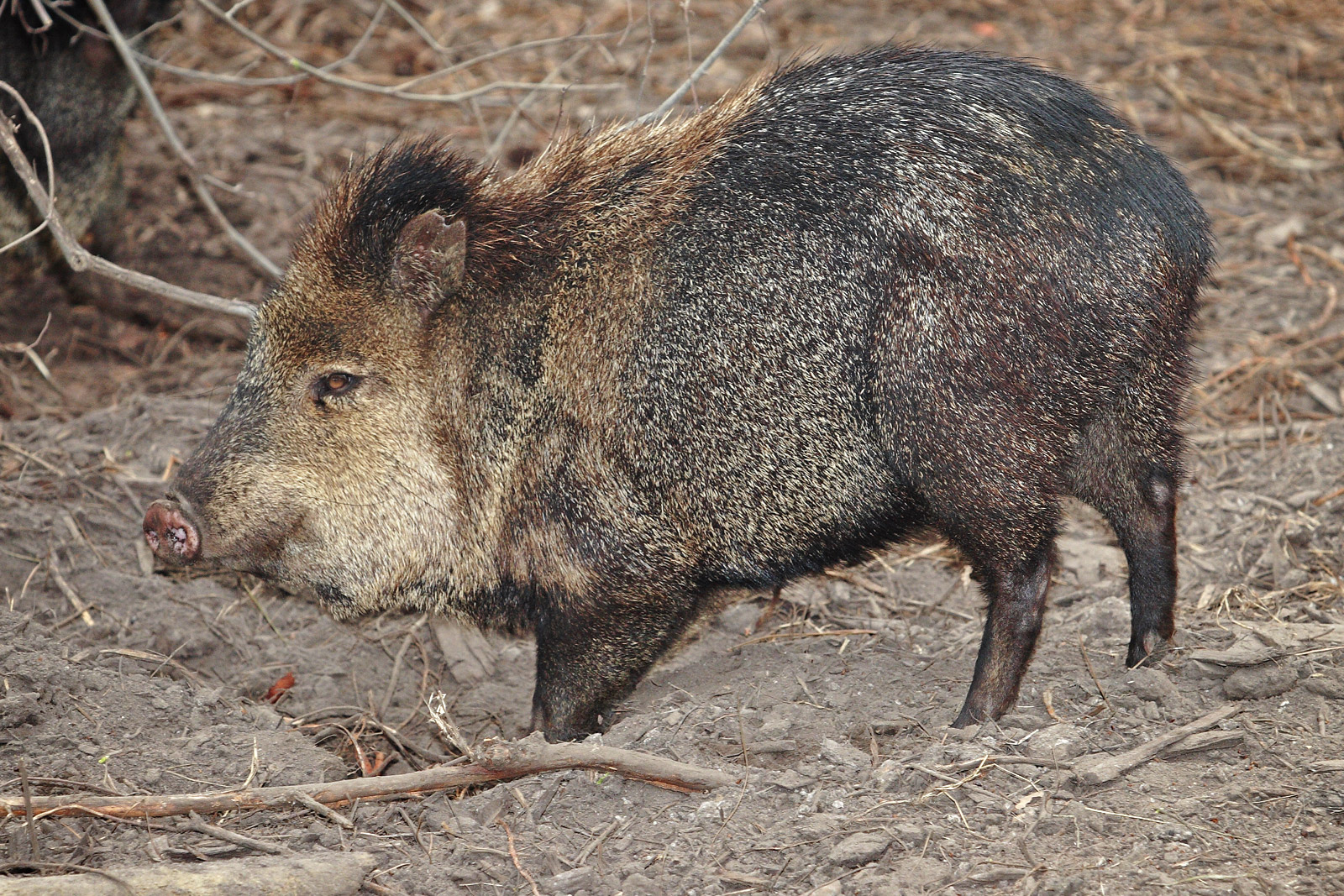
Caititu num zoológico

Têm 44 dentes, dentre os quais, caninos curvos e incisivos inferiores alongados, formando uma pá; patas curtas com quatro dedos revestidos por cascos, cabeça de perfil triangular e focinho cartilaginoso. Origina-se do javali, porém existente quase em toda parte como animal doméstico, e sua carne é bastante apreciada.
O tempo de gestação das porcas é de 112 dias, aproximadamente, dando depois à luz entre seis e doze crias, a que se chamam leitões, ou bácoros. Um porco livre pode viver cerca de 12 anos.

## Taxonomia

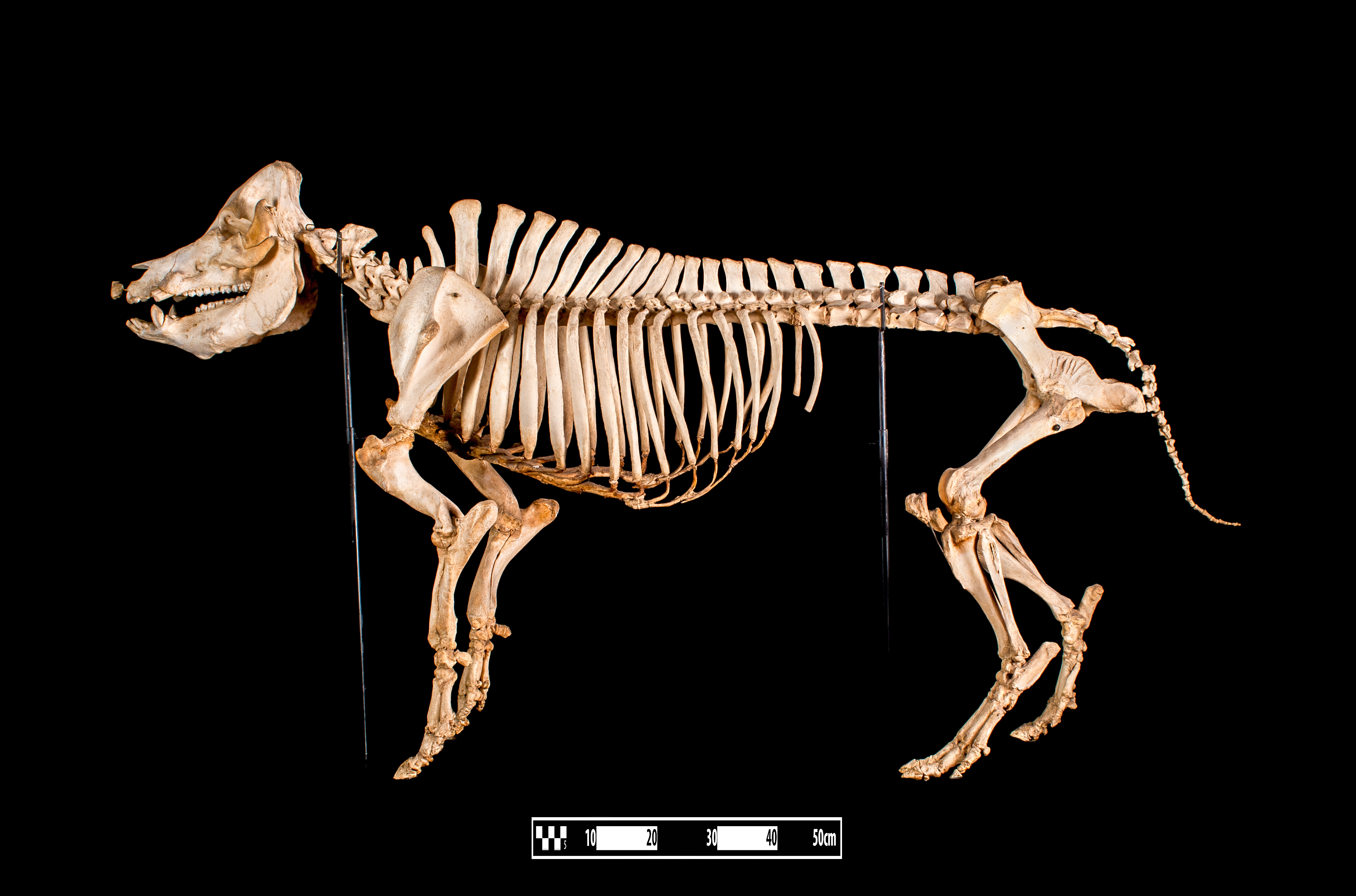
Esqueleto de Suíno (Sus)

Pode-se considerar duas famílias taxonômicas de porcos:
- Tayassuidae (taiasuídeos)
- Suidae (suídeos)

### FamíliaSuidae
- Gênero Babyrousa
  - Babyrousa babyrussa
- Gênero Hylochoerus
- Gênero Phacochoerus
- Gênero Sus (suínos)
  - Sus barbatus
  - Sus domesticus, ou Sus scrofa domesticus (porco-doméstico)
  - Sus scrofa (javali)

### FamíliaTayassuidae
- Gênero Platygonus (extinto)
- Gênero Tayassu
  - Tayassu pecari
- Gênero Pecari
  - Pecari tajacu (Caititu)
- Gênero Catagonus

## Raças Autóctones Portuguesas
Portugal conta com a presença de 3 raças autóctones de suínos domésticos:
- Alentejana
- Bisara
- Malhado de Alcobaça

## Reprodução
Em fazendas é muito comum a utilização de artifícios, como a inseminação artificial, para que se obtenha um rebanho com o menor número de indivíduos fisiologicamente deficientes. Com esta seleção artificial é possível se obter uma prole mais resistente a doenças e com porte que torna viável a comercialização de derivados suínos.
A inseminação artificial ou inseminação intrauterina é uma técnica de reprodução medicamente assistida que consiste na introdução artificial do sêmen nas vias genitais da fêmea. Utiliza-se em casos em que os espermatozoides não conseguem atingir as trompas ou simplesmente por escolha do proprietário do animal. Consiste em transferir, para a cavidade uterina, os espermatozoides previamente recolhidos e processados, com a seleção dos espermatozoides morfologicamente mais normais e móveis.

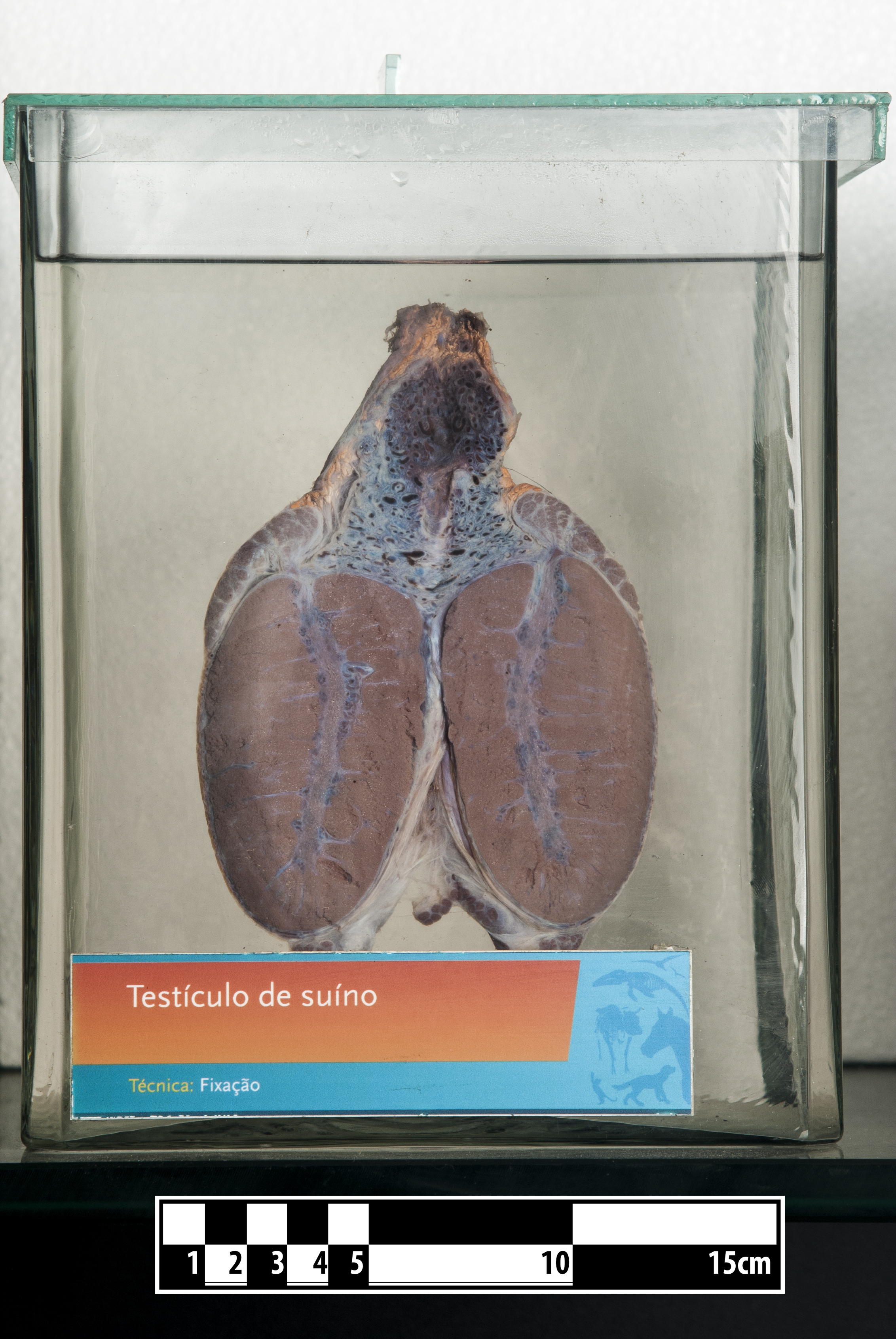
Testículo de porco.
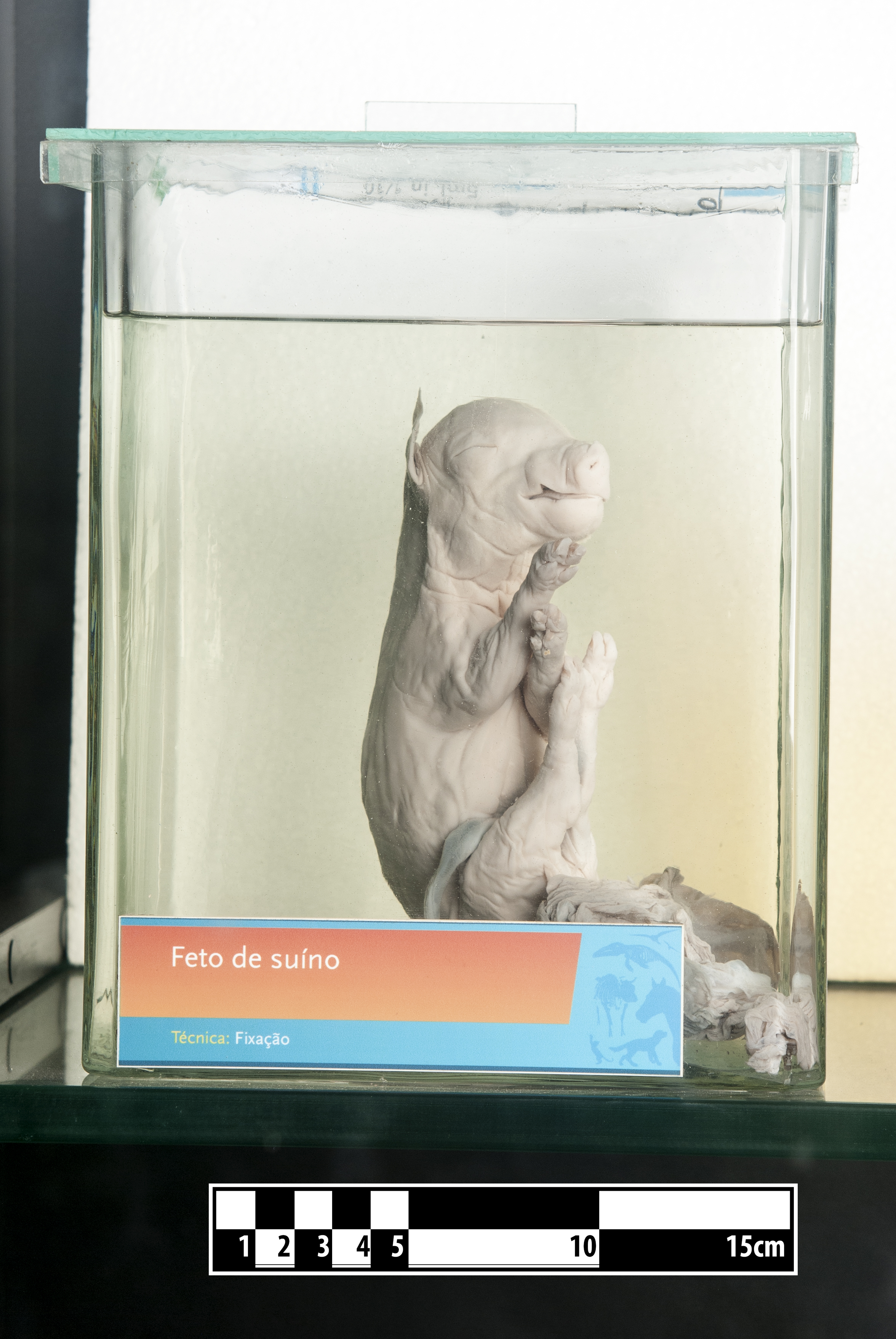
Feto suíno.Em exposição no MAV/USP.
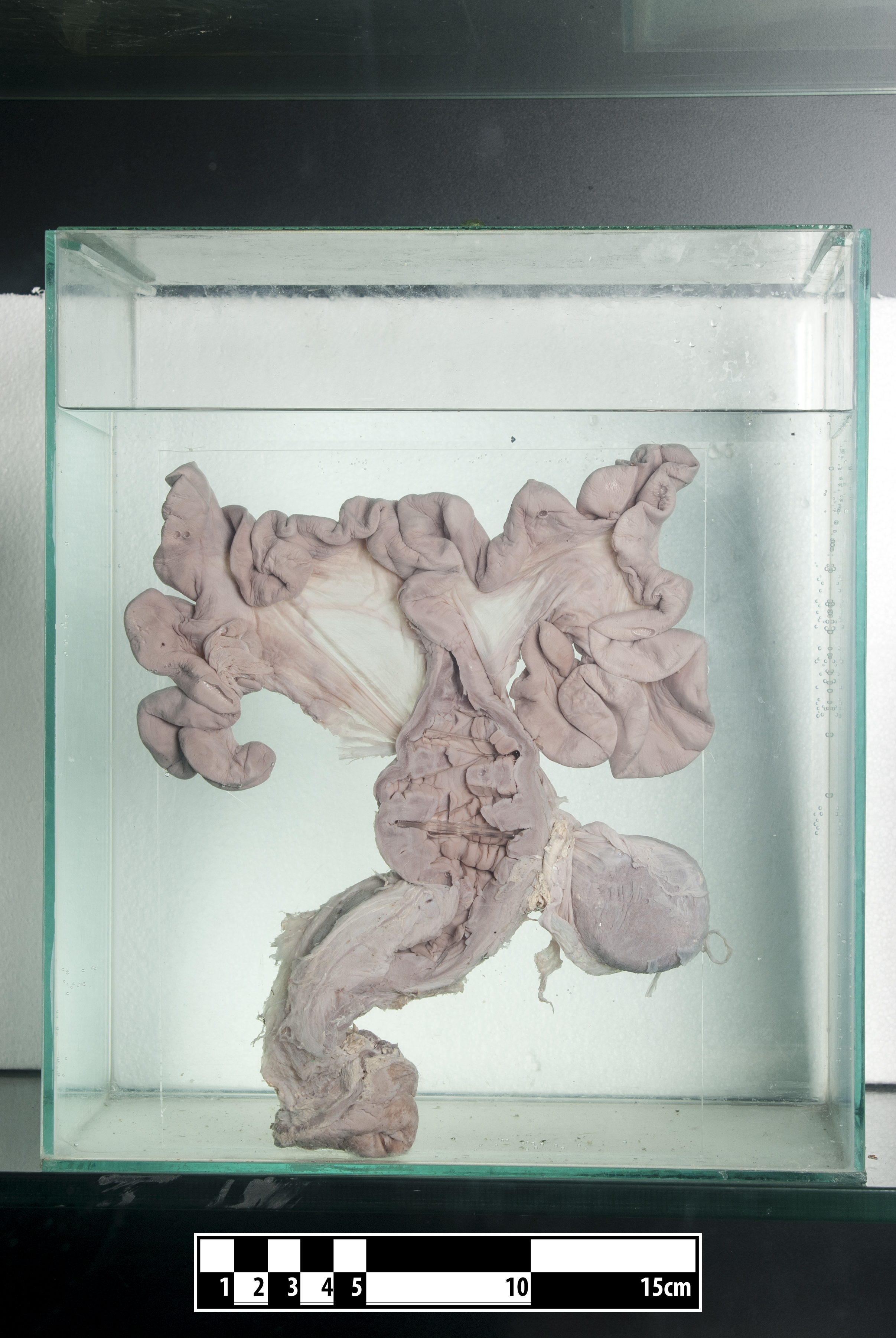
Trato reprodutivo feminino de um porco.

## Galeria (anatomia)

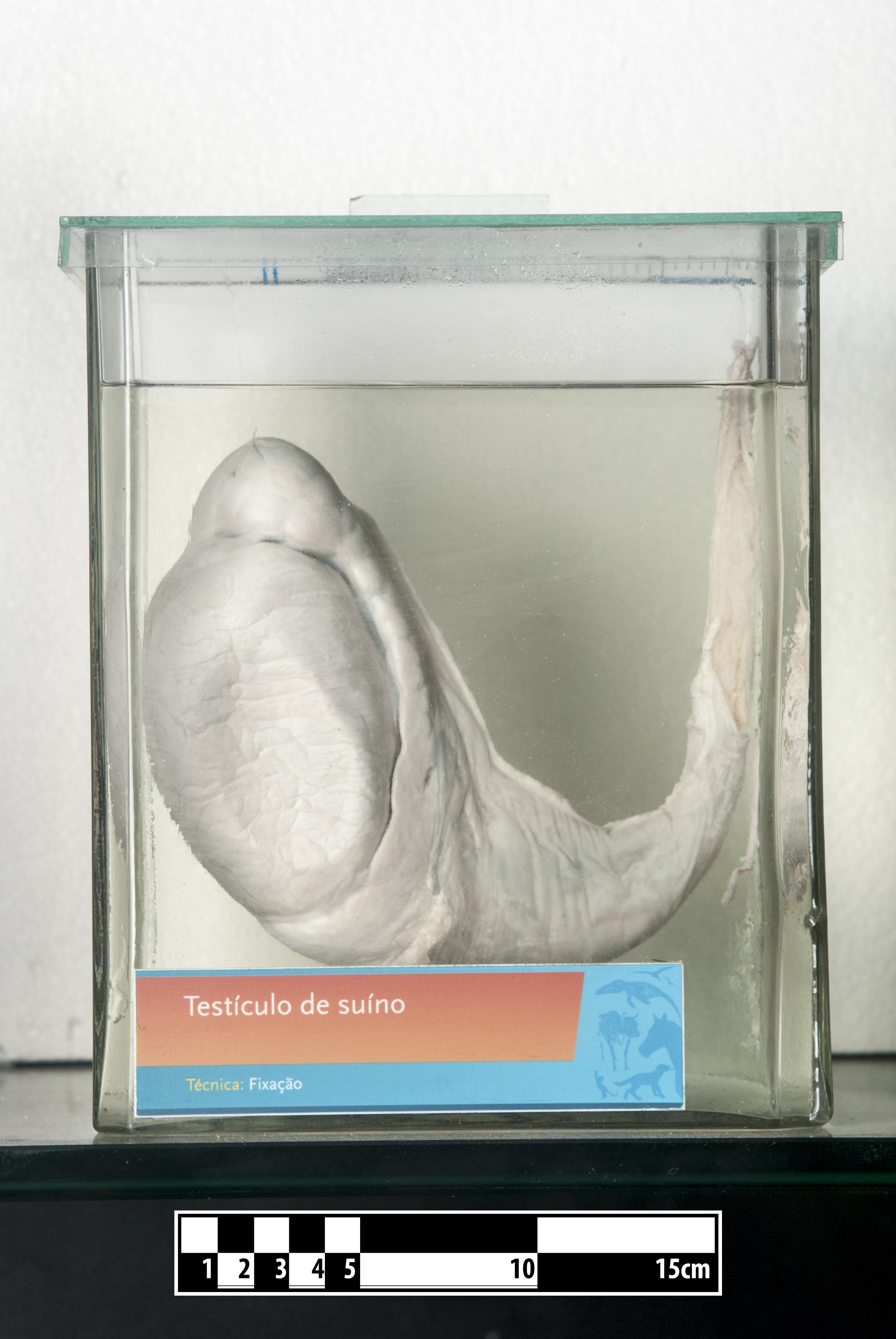
Testículo suíno
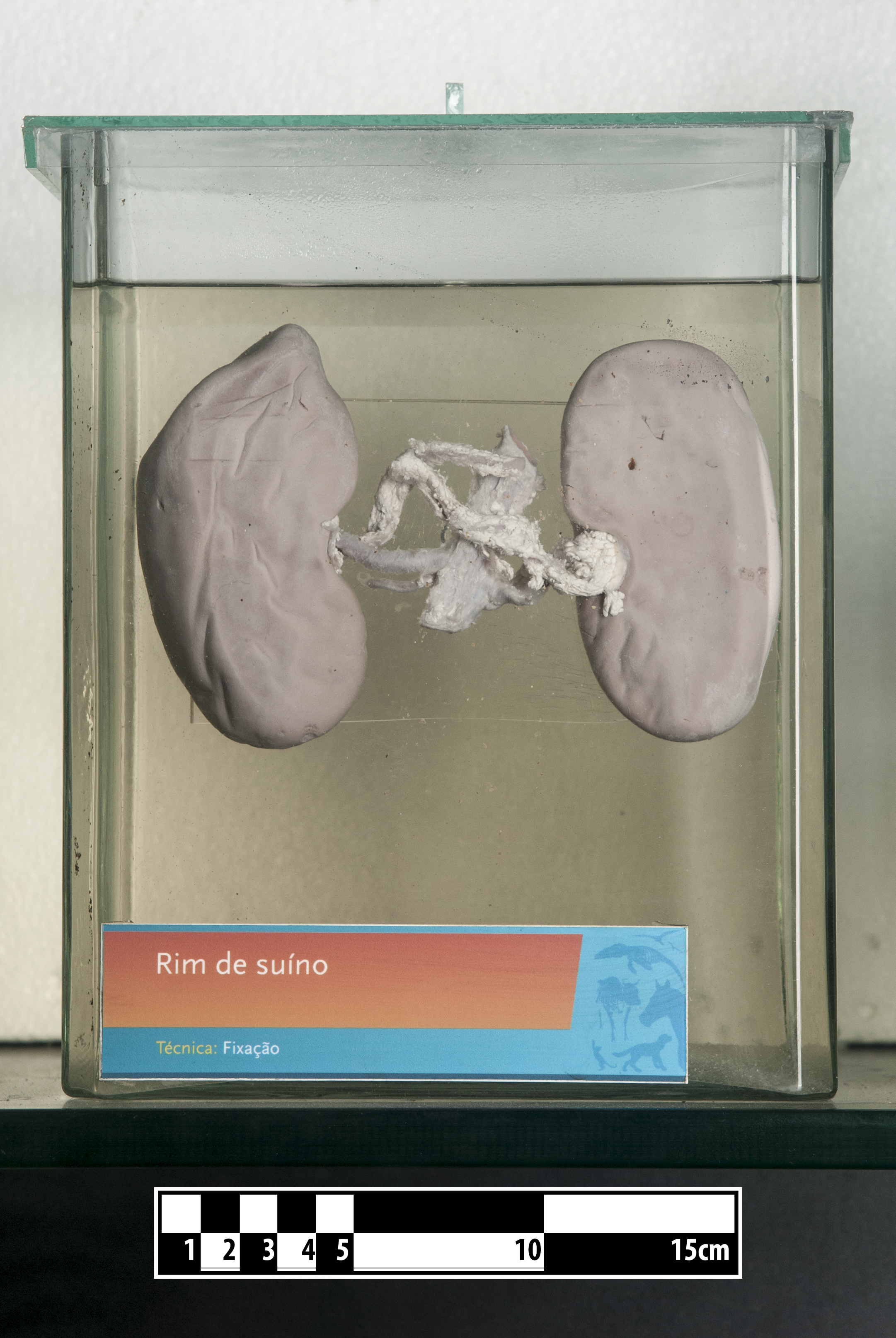
Rim de porco.Em exposição no MAV/USP.
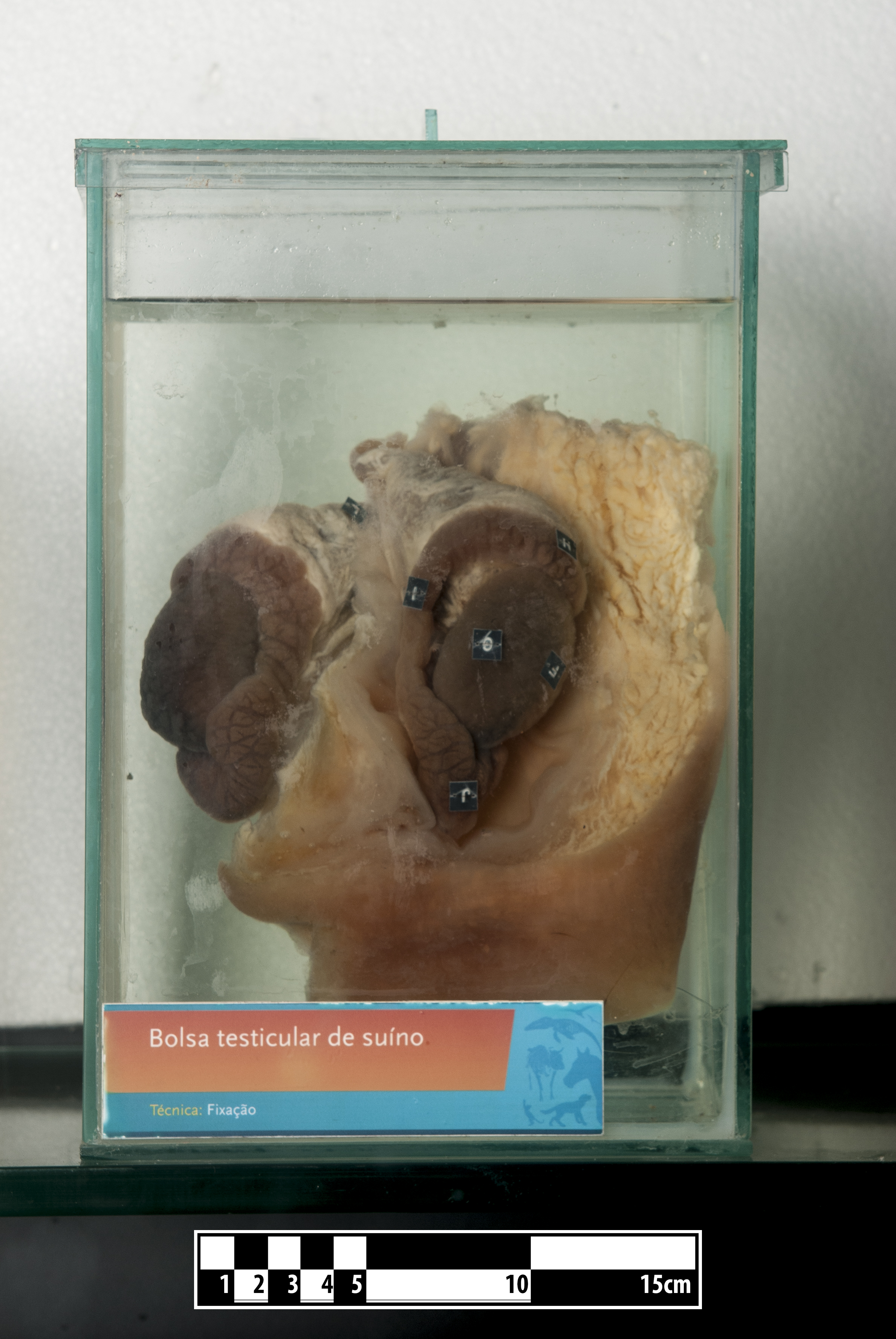
Escroto suíno
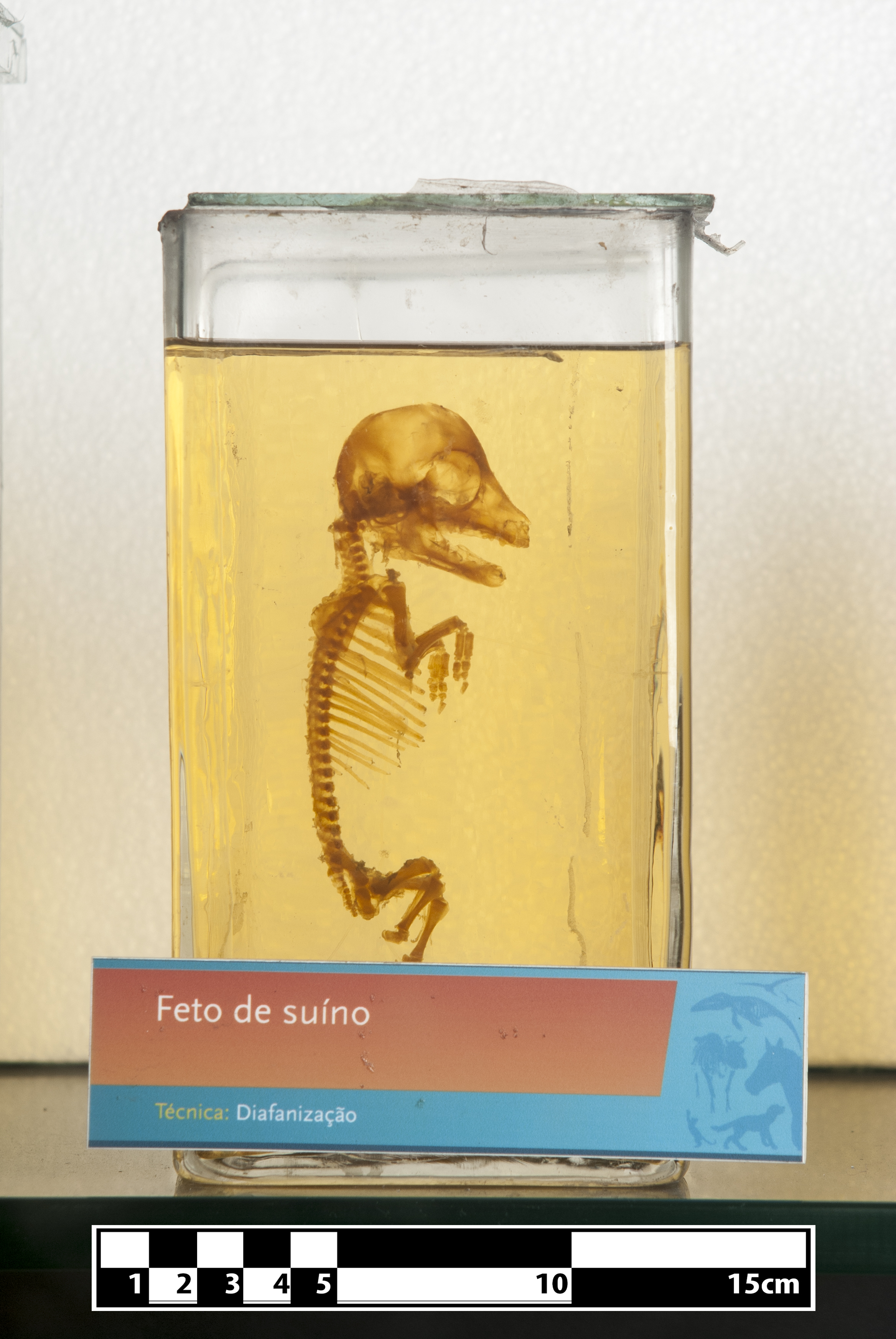
Feto suíno
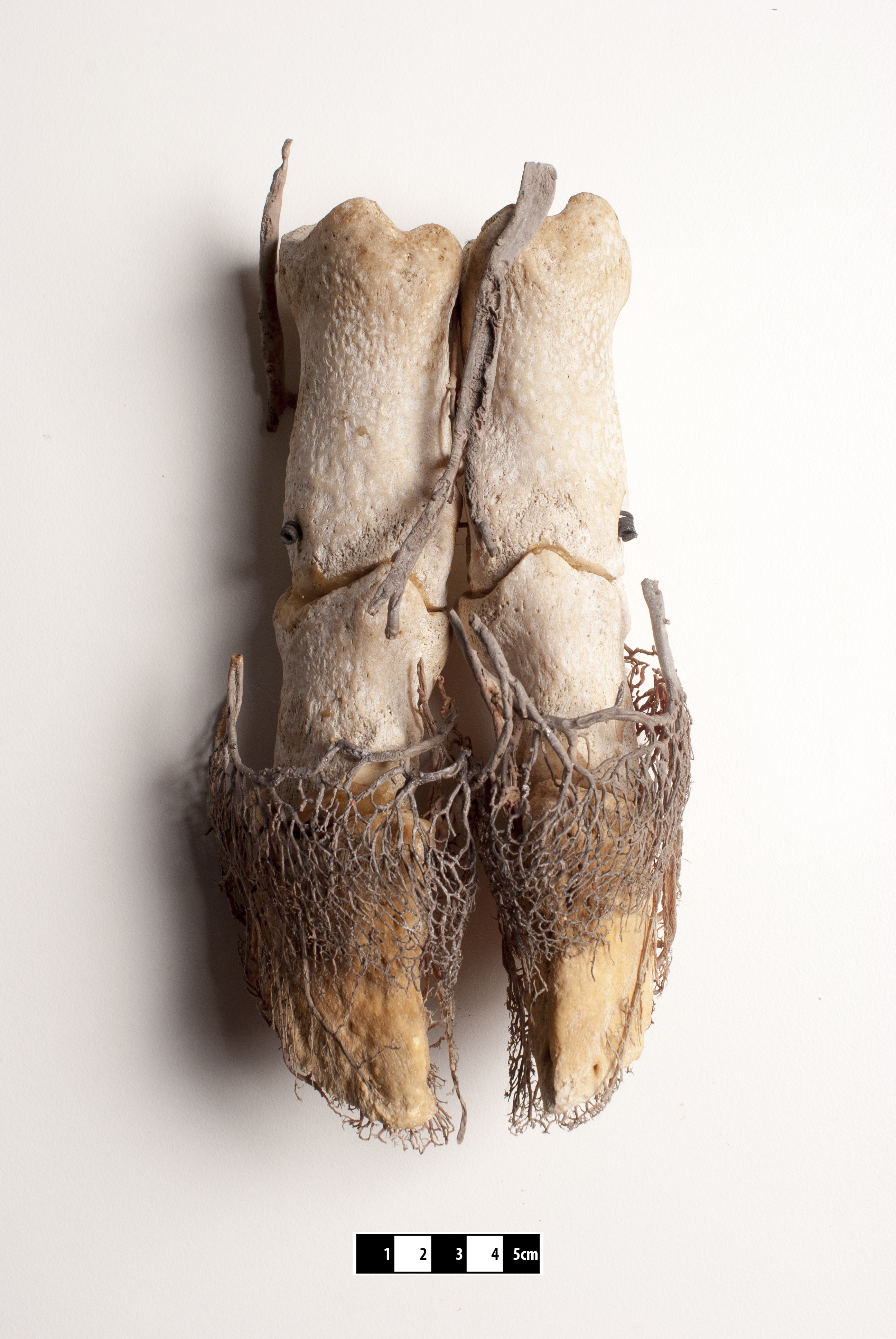
Estrutura vascular da pata de porco